# Greenbelt, Maryland
Greenbelt är en stad i Prince George's County i delstaten Maryland, USA med 23 068 invånare (2010).